# Lutjeloo
Lutjeloo ("klein open bos"), vroeger ook Lutkeloe genoemd, is een gehucht in de gemeente Westerwolde in de provincie Groningen. Het ligt even ten zuidoosten van Blijham. Het is het noordelijkste esdorp van Westerwolde.
Lutjeloo is een oud esgehucht op een rivierduin. Het komt voor het eerst voor als Lutken loe in het breukregister van 1500/1501 en als Lutke Loe in 1515. Met het betreffende -loo wordt verwezen naar Vriescheloo.
Hoewel het gehucht dicht bij Blijham ligt, viel het vroeger kerkelijk onder Vriescheloo. Ten zuiden en westen liggen de Lutjeloosche Meeden (oorspronkelijk Hoornder- of Lage Meeden genoemd, omdat ze van origine bij de marke van Hoorn hoorden), ten zuiden de hooilanden langs de Westerwoldse Aa en ten noordoosten de Oude Mee en De Stukken.
Vroeger lagen er drie los gegroepeerde Westerwoldse boerderijen, waarvan de bebouwing op de zandrug lag, die de Westerwoldse Aa (toen Ee genoemd) in een oostwaartse bocht drong. Halverwege de 17e eeuw werd een van de erven gesplitst en ontstond een vierde boerderij. Na deze tijd is het gehucht qua bebouwing niet meer veranderd.
Het gebied tussen de Lutjeloosterweg en de Verschedijk ten noorden van het gehucht waren vroeger gemeenschappelijke markegronden, waarvoor aan de Verschedijk een markehuis stond. Het westelijke deel van de marke werd in de 18e eeuw verdeeld. De rest volgde in 1843.
In 1808 had Lutjeloo een eigen schooltje, dat tot ongeveer 1821 bestond.
De weg van Lutjeloo naar Vriescheloo, de Bisschopsweg liep door drassig gebied, dat bij hevige regenval nauwelijks begaanbaar was. De Westerwoldse Aa die beide plaatsen scheidt, kon dan ook een bijna onneembare barrière worden. Uiteindelijk raakte de verbinding tussen beide dorpen verbroken. In 1889 gingen de kerkgangers daarom over naar het dichterbij gelegen Blijham. Tegenwoordig loopt er naar Vriescheloo de verharde Bisschopsweg.
Bij de ruilverkaveling Blijham-Bellingwedde (gereed in 1974) werden de oorspronkelijke percelen onherkenbaar samengevoegd tot grotere percelen, werd de Verschedijk rechtgetrokken en werd voor een betere bereikbaarheid de Nummerlaan aangelegd. In 1975 werd tussen Blijham en Lutjeloo het Blijhamsterbos aangelegd.

## Geboren in Lutjeloo
- Jan Baas (12 oktober 1917 - 2012), politicus

Dorpen: Barnflair · Bellingwolde · Blijham · Bourtange · Jipsingboertange · Oudeschans · Over de Dijk · Sellingen · Ter Apel · Ter Apelkanaal · Veelerveen · Vlagtwedde · Vriescheloo · Wedde · Wedderheide · Zandberg (deels)

Buurtschappen: Agodorp · Borgertange · Borgerveld · Bovenstreek · De Bouwte · De Bruil · De Bult · Den Ham · De Heemen · De Lethe · De Maten · De Oerde · De Straat (Engelkes) · Draaijerij · Ellersinghuizen · Hanetange · Harpel · Hoorn · Hoornderveen · Jipsingboermussel · Jipsinghuizen · Kielhuppen · Klein-Ulsda · Klontjebuurt · Koudehoek · Lammerweg · Laude · Lauderbeetse · Lauderzwarteveen · Laudermarke · Leemdobben · Lieskemeer · Loosterheide · Lutje Ham · Lutjeloo · Morige · Munnekemoer · Nienoordstreekje · Oosteinde · Overdiep · Pallert · Plaggenborg · Poldert · Renneborg · Rhederbrug · Rhederveld · Rijsdam · Roelage · 't Schot · Sellingerbeetse · Sellingerzwarteveen · Slegge · Stakenborg · Stobben · Ter Borg · Ter Haar · Ter Walslage · Ter Wisch · Tjabbesstreek · Veele · Veendijk · Veerste Veldhuis · Verbindingsweg · Vlagtwedder-Veldhuis · Vogelzang · Voorwold · Wedderbergen · Wedderveer · Weende · Weite · Wessingtange · Westeind · De Westert · Winschoterhogebrug (deels) · Winschoterzijl (deels) · Wollingboermarke · Wollinghuizen · Zuidveld · Zandstroom

Groningen: Steden en dorpen      Nederland: Provincies · Gemeenten